# Pronemorilla mima
Pronemorilla mima är en tvåvingeart som beskrevs av Townsend 1935. Pronemorilla mima ingår i släktet Pronemorilla och familjen parasitflugor. Inga underarter finns listade i Catalogue of Life.